# Antonio Troyo Calderón
Pour les articles homonymes, voir Calderón.
Antonio Troyo Calderón, né le 18 octobre 1923 à Cartago, et mort le 1er décembre 2015 à San José, est un prélat catholique costaricien, évêque auxiliaire de San José de 1979 à 2002. Il est également le fondateur de la station radiophonique Radio Fides (es).

## Biographie

### Jeunesse et formation
Né le 18 octobre 1923 à Cartago, il y passe une grande partie de son enfance. Il jouit d'une enfance normale. Très sportif, il joue notamment au football. Il est également enfant de chœur. 
Il suit son enseignement primaire à l'école de l'Ascension d'Esquivel, puis son enseignement secondaire à l'école Jésus-Jiménez de Cartago. 
Son père, Antonio Troyo Gomez, meurt alors qu'il n'a que 8 ans. Il doit alors aider sa mère, Dona Rosa Calderon, dans son travail de couturière. 
La situation économique de sa famille ne lui permet pas de se rendre en Espagne pour entrer à la maison de formation des Capucins en 1937.
Cependant, à l'âge de 18 ans, il entre au Grand Séminaire de San José. 

### Prêtrise et épiscopat
Le 29 novembre 1947, il est ordonné prêtre par Victor Manuel Sanabria Martinez, en la basilique Notre-Dame-des-Anges de Cartago. Roman Arrieta Villalobos le nomme responsable de la catéchèse, de l'éducation et des communications sociales au sein du diocèse de San José. Il est également responsable de la Cour ecclésiastique.
En 1952, il fonde la station Radio Fides (es), à la demande de son évêque, Victor Manuel Sanabria Martinez.
Le 27 août 1979, il est nommé évêque titulaire de Burca (de) et évêque auxiliaire de San José, par le pape Jean-Paul II. Il est consacré le 21 septembre suivant par Román Arrieta Villalobos, assisté de Ignacio Nazareno Trejos Picado et José Rafael Barquero Arce. Il est également nommé vicaire général du diocèse.
En tant que membre de la Conférence épiscopale du Costa Rica, il occupe divers postes dont celui de secrétaire. Il occupe aussi plusieurs postes au sein du Secrétariat épiscopal d'Amérique centrale et du Conseil épiscopal latino-américain et participe au Synode des évêques à Rome.
Âgé de 78 ans, il se retire le 13 juillet 2002, après que le pape Jean-Paul II ait accepté sa démission, conformément au droit canonique. 
Atteint de la maladie d'Alzheimer, il meurt le 1er décembre 2015 à San José. Ses obsèques sont célébrés le 3 décembre, en l'église du Sacré-Cœur-de-Jésus de San José.